# Pereyma
Pereyma  (ucraniano: Перейма) es una localidad del Raión de Podilsk en el Óblast de Odesa de Ucrania. Según el censo de 2001, tiene una población de 784 habitantes.